# Greenfield (Kalifornija)
Greenfield je naseljeno područje za statističke svrhe u američkoj saveznoj državi Kalifornija. Prema popisu stanovništva iz 2010. u njemu je živjelo 3.991 stanovnika.